# Marcipa brunnescens
Marcipa brunnescens är en fjärilsart som beskrevs av Pierre Joseph Pelletier 1978. Marcipa brunnescens ingår i släktet Marcipa och familjen nattflyn. Inga underarter finns listade i Catalogue of Life.